# Národní knihovna Izraele
Národní knihovna Izraele (hebrejsky הספרייה הלאומית Ha-sifrija ha-le'umit), dříve Židovská národní a univerzitní knihovna (hebrejsky בית הספרים הלאומי והאוניברסיטאי‎, Bejt ha-sfarim ha-le'umi ve-ha-universita'i) je národní knihovna Státu Izrael, která má zároveň sloužit jako „Národní knihovna židovského lidu.“ Nachází se v kampusu Hebrejské univerzity v Jeruzalémě a rovněž slouží jako univerzitní knihovna.
Archiv knihovny obsahuje přes 5 milionů knih. Jedná se o zdaleka největší světovou sbírku hebrejských a židovských děl a obsahuje rovněž velké množství vzácných rukopisů, knih a artefaktů.
Posláním knihovny je rovněž shromažďovat:
1. Všechna díla publikovaná v Izraeli v jakémkoliv jazyce
2. Všechna publikovaná díla o Izraeli, Zemi izraelské, judaismu a Židech, ve všech jazycích z jakéhokoliv státu na světě
3. Všechna díla publikovaná v hebrejštině nebo jiném jazyku židovské diaspory (jako je jidiš nebo ladino)

Ze zákona je dáno, že dvě kopie všech knih vydaných v Izraeli, musí být uloženy v této knihovně. V roce 2001 byl zákon doplněn o audio a video nahrávky a jiné typy netištěných médií.

## Fotogalerie

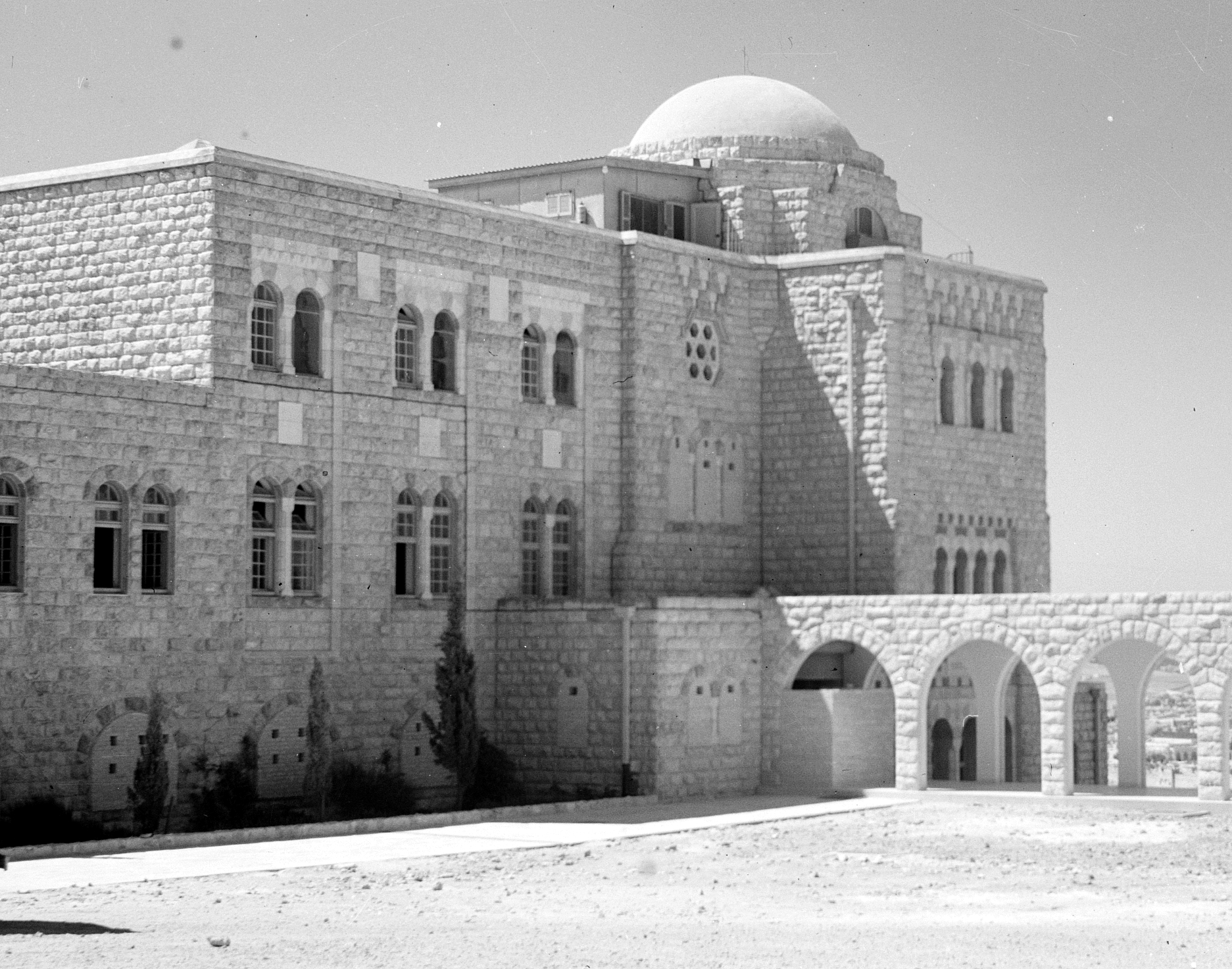
Druhá budova v areálu univerzity na vrchu Skopus - 1929
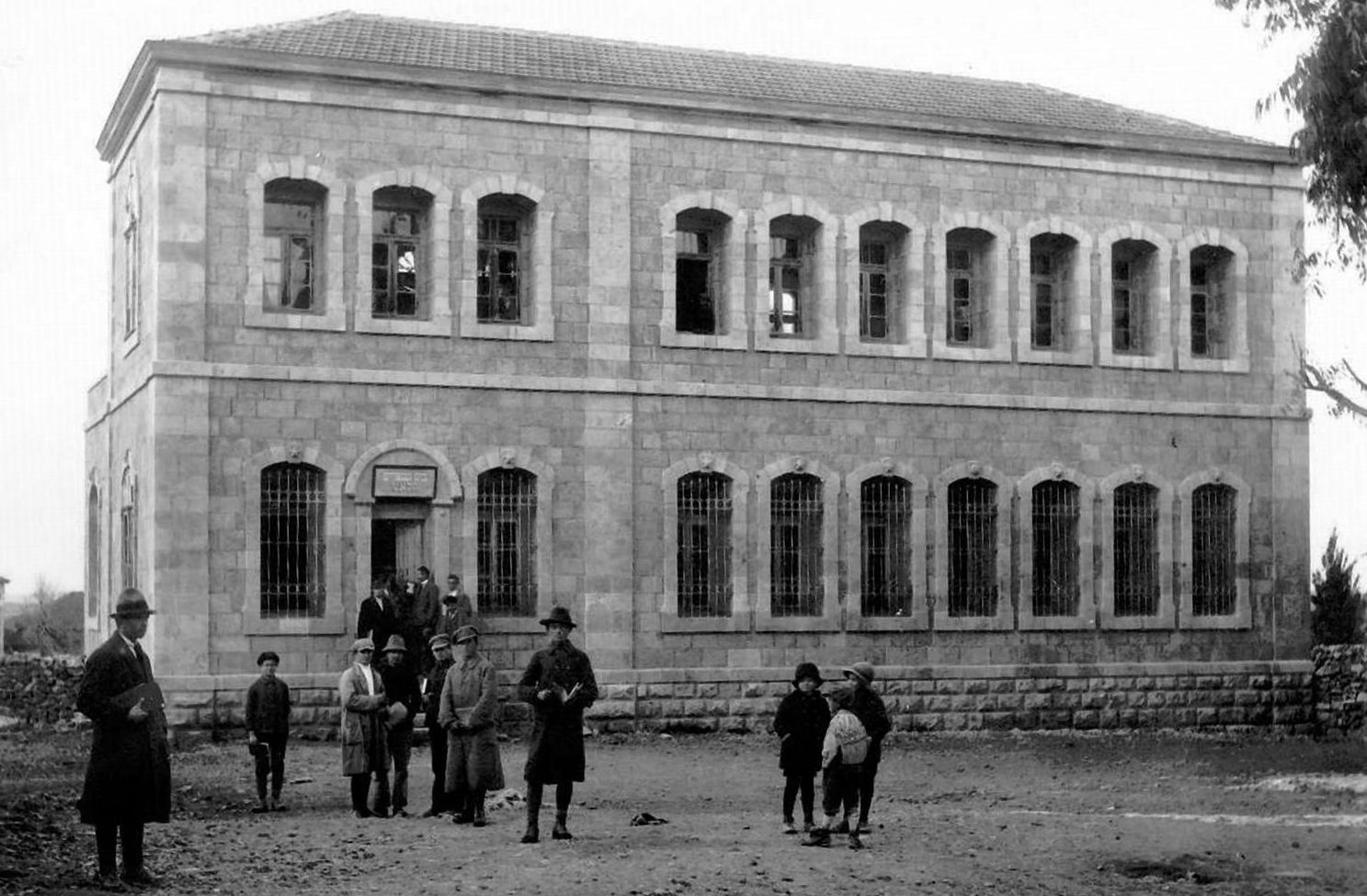
První budova v centru města Jeruzalém - 1912
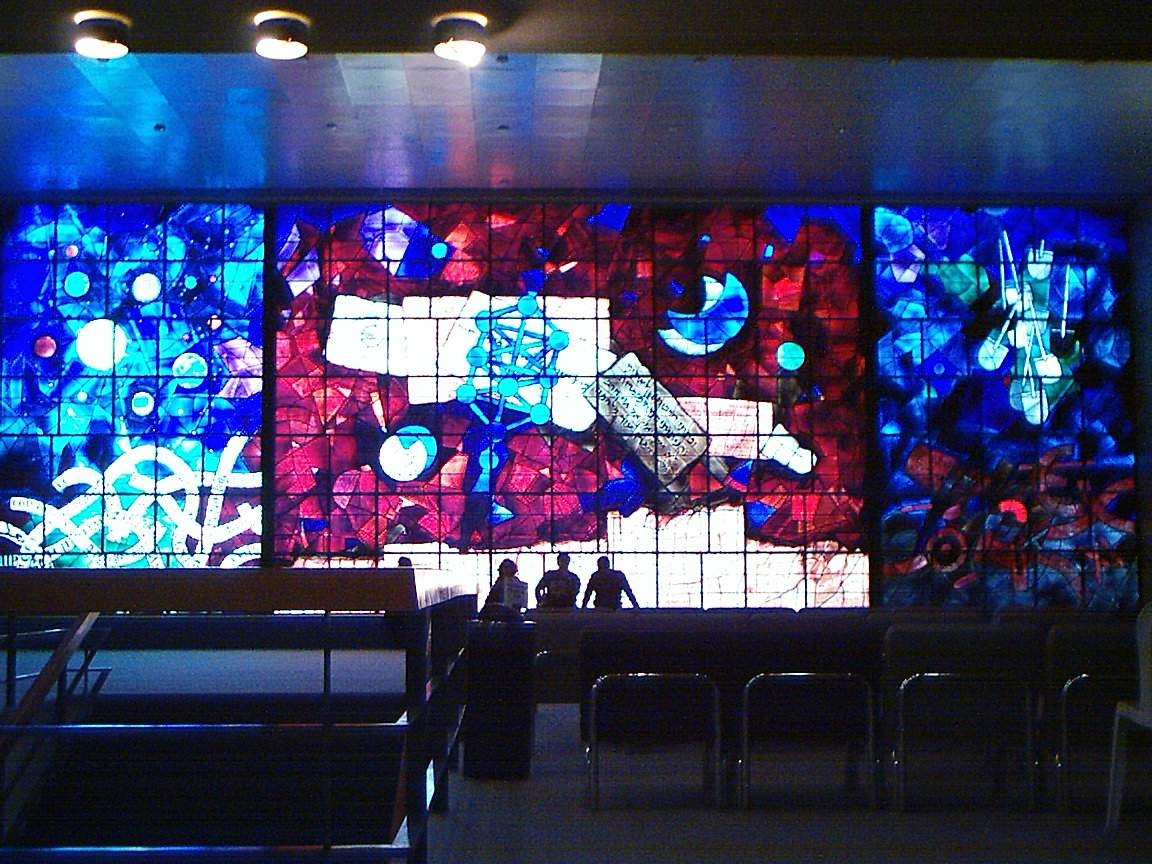
Ardonovo okno
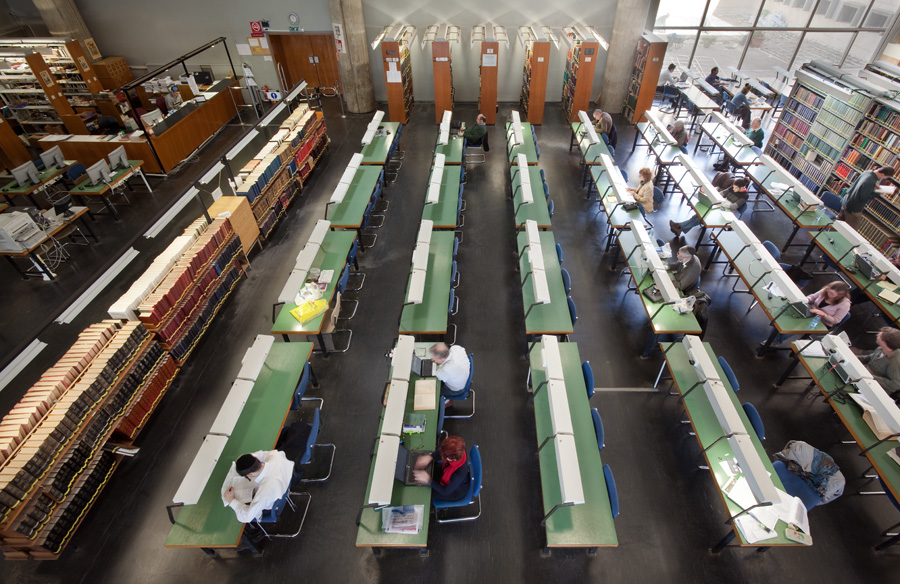
Hlavní studovna